# Bruno Alves
Bruno Eduardo Regufe Alves (eller bare Bruno Alves) (født 27. november 1981 i Póvoa de Varzim, Portugal) er en portugisisk fodboldspiller, der spiller som midterforsvarer hos Rangers i Skotland. 
Bruno Alves har tidligere spillet i den russiske ligaklub Zenit St. Petersburg (2010-2013). Inden da havde han spillet hele sin seniorkarriere hos FC Porto i hjemlandet, dog afbrudt af lejeophold hos SC Farense og Vitória samt græske AEK Athen.
Med Porto vandt Alves fire portugisiske mesterskaber og to pokaltitler. Han blev i 2009 desuden kåret som Årets fodboldspiller i Portugal.

## Landshold
Alves står (pr. april 2018) noteret for 95 kampe og 11 scoringer for Portugals landshold. Han har repræsenteret sit land ved adskillige slutrunder, og var blandt andet med til at vinde guld ved EM 2016 i Frankrig.

## Titler
Portugisisk Liga
2006, 2007, 2008 og 2009 med FC Porto
Portugisisk Pokalturnering
2006 og 2009 med FC Porto